# Netsky
Boris Daenen (Edegem, 22 de marzo de 1989), más conocido como Netsky, es un productor discográfico, disc-jockey y músico de drum and bass belga. Su nombre procede del virus informático homónimo.

## Carrera
Netsky generalmente produce música funk líquida, un subgénero de música de batería y bajo. Su música ha sido fuertemente influenciada por el remix Gold Digger de High Contrast.
A finales de 2009, Netsky firmó un contrato con Hospital Records.
El 30 de mayo de 2010 lanzó su álbum debut, Netsky.
Recibió una nominación como "Mejor productor futuro" en los premios Drum + Bass Arena Awards unos meses después de su debut.
El 25 de junio de 2012 lanzó su segundo álbum, 2.
El 3 de junio de 2016 vio el lanzamiento de su último trabajo, 3, lo que resultó en un giro estilístico decisivo hacia géneros más comerciales.